# Morti il 26 aprile
| Questa pagina contiene informazioni ricavate automaticamente dalle voci biografiche con l'ausilio del template Bio e di un bot. L'aggiornamento è periodico e automatico e ricostruisce completamente la pagina. Se manca una persona in questa lista, sei pregato di non aggiungerla, ma accertati piuttosto che la sua voce biografica contenga il template Bio e che i dati anagrafici siano correttamente compilati. Se il template Bio manca, inseriscilo tu stesso o, in alternativa, metti l'avviso {{tmp\|Bio}} che ne segnala la mancanza. Se i dati riportati sono sbagliati, correggi direttamente la voce biografica; le modifiche saranno visibili in questa lista entro pochi giorni. Per chiarimenti vedi il progetto biografie. La lista contiene solo le 467 persone che sono citate nell'enciclopedia e per le quali è stato implementato correttamente il template Bio. Pagina aggiornata al 9 ago 2025. |

## VIII secolo(1)
- 757 - Papa Stefano II, papa, vescovo e cardinale italiano

## IX secolo(2)
- 865 - Pascasio Radberto, abate, teologo e santo franco
- 896 - Papa Bonifacio VI, papa e cardinale italiano

## X secolo(3)
- 911 - Goffredo II Borrell, sovrano spagnolo
- 924 - Glismut, nobile tedesca
- 962 - Adalberone I di Metz, vescovo franco

## XII secolo(2)
- 1158 - Martirio di Strigonio, arcivescovo cattolico ungherese
- 1192 - Go-Shirakawa, imperatore giapponese (n. 1127)

## XIII secolo(1)
- 1253 - David de Bernham, vescovo cattolico scozzese

## XIV secolo(4)
- 1310 - Costanza di Béarn, nobile francese
- 1366 - Simon Islip, arcivescovo cattolico inglese
- 1395 - Caterina di Boemia, nobile (n. 1342)
- 1396 - Stefano di Perm', missionario e vescovo ortodosso russo (n. 1340)

## XV secolo(10)
- 1409 - Alberico da Barbiano, condottiero italiano (n. 1349)
- 1418 - Teodoro II del Monferrato, marchese (n. 1364)
- 1429 - Alessio IV di Trebisonda, imperatore bizantino (n. 1379)
- 1465 - Guglielmo Raimondo IV Moncada, nobile, politico e militare italiano
- 1476 - Simonetta Vespucci, nobildonna italiana (n. 1453)
- 1478 - Francesco Nori, banchiere italiano (n. 1430)
- 1478 - Francesco Salviati, arcivescovo cattolico italiano (n. 1443)
- 1478 - Giuliano de' Medici, politico italiano (n. 1453)
- 1478 - Francesco de' Pazzi, banchiere e politico italiano (n. 1444)
- 1489 - Ashikaga Yoshihisa, militare giapponese (n. 1465)

## XVI secolo(6)
- 1504 - Sofia di Pomerania-Wolgast, principessa (n. 1460)
- 1522 - Georg von Slatkonia, vescovo cattolico sloveno (n. 1456)
- 1538 - Rodrigo Orgóñez, generale e esploratore spagnolo (n. 1490)
- 1563 - Giacomo Puteo, cardinale e arcivescovo cattolico italiano (n. 1495)
- 1580 - Alfonso Maria Binarini, vescovo cattolico italiano (n. 1510)
- 1589 - Tansen, musicista indiano

## XVII secolo(9)
- 1604 - John Hamilton, I marchese di Hamilton, nobile scozzese (n. 1535)
- 1641 - Hosokawa Tadatoshi, militare giapponese (n. 1586)
- 1648 - Vibeke Kruse, nobile danese (n. 1609)
- 1660 - Elisabetta Carlotta del Palatinato-Simmern, nobile tedesca (n. 1597)
- 1670 - Bartolomeo Campomenoso, mercante e presbitero fiammingo (n. 1597)
- 1681 - Charles Howard, III conte di Nottingham, nobile inglese (n. 1610)
- 1685 - Luigi Alessandro Omodei, cardinale italiano (n. 1608)
- 1686 - Magnus Gabriel De la Gardie, politico e militare svedese (n. 1622)
- 1695 - Giovanna Dorotea di Anhalt-Dessau, nobile (n. 1612)

## XVIII secolo(13)
- 1716 - John Somers, giurista e politico britannico (n. 1651)
- 1717 - Cristiano II del Palatinato-Zweibrücken-Birkenfeld, duca tedesco (n. 1637)
- 1718 - Maria Eleonore von Hatzfeld-Wildenburg, nobile tedesca (n. 1680)
- 1734 - Jean-Baptiste Morvan de Bellegarde, presbitero, scrittore e traduttore francese (n. 1648)
- 1736 - Domenico Quartaironi, matematico italiano (n. 1651)
- 1748 - Muhammad Shah, indiano (n. 1702)
- 1755 - Giovanni Maria Ferraroni, architetto italiano (n. 1662)
- 1756 - Gian Giacomo Planteri, architetto italiano (n. 1680)
- 1777 - Carlotta Guglielmina di Anhalt-Bernburg, nobile (n. 1737)
- 1784 - Angelo Duca, brigante italiano (n. 1734)
- 1784 - Nano Nagle, religiosa irlandese (n. 1718)
- 1789 - Pëtr Ivanovič Panin, generale russo (n. 1721)
- 1796 - Paul Dietrich Giseke, botanico e medico tedesco (n. 1741)

## XIX secolo(61)
- 1805 - Antonio II Boncompagni Ludovisi, nobile italiano (n. 1735)
- 1815 - Carsten Niebuhr, matematico, cartografo e esploratore tedesco (n. 1733)
- 1818 - Adélaïde-Marie Champion de Cicé, religiosa francese (n. 1749)
- 1820 - Domenico Antonio Fiorentini, pittore italiano (n. 1747)
- 1820 - Christian Zais, architetto e urbanista tedesco (n. 1770)
- 1826 - Lucia Migliaccio, nobildonna italiana (n. 1770)
- 1827 - Bernardo Ottani, compositore italiano (n. 1736)
- 1835 - Henry Kater, geodeta britannico (n. 1777)
- 1835 - Alphons Gabriel von Porcia, nobile, politico e poeta austriaco (n. 1761)
- 1841 - Franz Ignaz von Streber, numismatico, vescovo cattolico e teologo tedesco (n. 1758)
- 1845 - George Harry Grey, VI conte di Stamford, nobile britannico (n. 1765)
- 1848 - Johan Thomas Lundbye, pittore danese (n. 1818)
- 1849 - Isabella Roncioni, nobile italiana (n. 1781)
- 1852 - Michele Navazio, vescovo cattolico italiano (n. 1796)
- 1852 - Charles Athanase Walckenaer, naturalista e letterato francese (n. 1771)
- 1856 - George M. Troup, politico statunitense (n. 1780)
- 1860 - Friedrich Wilhelm Carl Umbreit, teologo tedesco (n. 1795)
- 1861 - Jakob Philipp Fallmerayer, viaggiatore, giornalista e politico austro-ungarico (n. 1790)
- 1861 - Leopold von Waldburg-Wurzach, principe e politico tedesco (n. 1795)
- 1863 - Karl Friedrich Köppen, filosofo tedesco (n. 1808)
- 1864 - Augusta Ferdinanda d'Asburgo-Lorena, principessa (n. 1825)
- 1865 - John Wilkes Booth, attore teatrale e criminale statunitense (n. 1838)
- 1865 - Francesco Sturbinetti, avvocato, politico e patriota italiano (n. 1807)
- 1866 - Hermann Mayer Salomon Goldschmidt, astronomo e pittore tedesco (n. 1802)
- 1869 - Theodore Maunoir, chirurgo svizzero (n. 1806)
- 1870 - Zerah Colburn, ingegnere e giornalista statunitense (n. 1832)
- 1871 - Luigi Andreotti, militare italiano (n. 1829)
- 1871 - Jean-Jacques Castoldi, avvocato, giudice e politico svizzero (n. 1804)
- 1871 - Ludwig Franz Alexander Winther, patologo e oculista tedesco (n. 1812)
- 1877 - Louise Bertin, compositrice e poetessa francese (n. 1805)
- 1877 - Antonio Corazzi, architetto italiano (n. 1792)
- 1878 - Faustino Malaguti, chimico italiano (n. 1802)
- 1879 - Carlo Luigi Morichini, cardinale e arcivescovo cattolico italiano (n. 1805)
- 1879 - Andrej Ľudovít Radlinský, presbitero, linguista e pedagogo slovacco (n. 1817)
- 1879 - Édouard-Léon Scott de Martinville, editore francese (n. 1817)
- 1880 - Camillo Versari, medico, patologo e patriota italiano (n. 1802)
- 1881 - Placido Balegno di Carpeneto, generale italiano (n. 1828)
- 1881 - Ludwig von der Tann, generale tedesco (n. 1809)
- 1882 - Grigorij Petrovič Volkonskij, diplomatico russo (n. 1808)
- 1883 - Mithat Pascià, politico ottomano (n. 1822)
- 1883 - Sof'ja Illarionovna Bardina, rivoluzionaria russa (n. 1853)
- 1885 - Alice Ayres, britannica (n. 1859)
- 1888 - Carlo Emanuele Belli, militare italiano (n. 1818)
- 1888 - Leon Gouin, ingegnere, imprenditore e archeologo francese (n. 1829)
- 1889 - Kawanabe Kyōsai, pittore e incisore giapponese (n. 1831)
- 1893 - Enrico Fossombroni, politico italiano (n. 1825)
- 1893 - Carl Fredrik Nyman, botanico svedese (n. 1820)
- 1893 - Luigi Sepiacci, cardinale italiano (n. 1835)
- 1896 - Eustachio Chita, brigante italiano (n. 1862)
- 1896 - Giovanni Battista Guttadauro di Reburdone, vescovo cattolico italiano (n. 1814)
- 1897 - Carlo Romagnani, patriota, militare e giornalista italiano (n. 1821)
- 1897 - Roberto Stagno, tenore italiano (n. 1840)
- 1898 - Elizabeth Lucy Campbell, nobildonna inglese (n. 1822)
- 1898 - Jean-Baptiste Chardon, operaio e attivista francese (n. 1839)
- 1898 - José Antonio Plancarte y Labastida, presbitero messicano (n. 1840)
- 1899 - Nicola Contieri, abate e arcivescovo cattolico italiano (n. 1827)
- 1899 - Karl Sigmund von Hohenwart, politico e nobile austriaco (n. 1824)
- 1899 - Dragotin Kette, poeta sloveno (n. 1876)
- 1899 - Nicola Marselli, storico e politico italiano (n. 1832)
- 1899 - Constantin Possiet, ammiraglio e politico russo (n. 1819)
- 1900 - Eugenio Torelli Viollier, giornalista e editore italiano (n. 1842)

## XX secolo(212)
- 1901 - Tom Ketchum, criminale statunitense (n. 1863)
- 1902 - Lazarus Fuchs, matematico tedesco (n. 1833)
- 1903 - Louis Blanc, architetto svizzero (n. 1860)
- 1904 - David Collet, canottiere britannico (n. 1901)
- 1904 - Julien Foucaud, botanico francese (n. 1847)
- 1904 - Thaha Syaifuddin, sovrano indonesiano (n. 1816)
- 1905 - Wilhelm von Bossi-Fedrigotti, avvocato e politico austriaco (n. 1823)
- 1906 - Giovanni Battista Ferrari, pittore italiano (n. 1829)
- 1907 - Joseph Hellmesberger, compositore e direttore d'orchestra austriaco (n. 1855)
- 1907 - Pietro Platania, compositore italiano (n. 1828)
- 1908 - Karl Möbius, zoologo tedesco (n. 1825)
- 1909 - Doc Powers, giocatore di baseball statunitense (n. 1870)
- 1910 - Bjørnstjerne Bjørnson, poeta, drammaturgo e scrittore norvegese (n. 1832)
- 1910 - Andrea Maggi, attore italiano (n. 1850)
- 1911 - Vittorio Barichella, architetto e bibliotecario italiano (n. 1830)
- 1911 - Raffaele Girondi, pittore italiano (n. 1873)
- 1912 - Hermann Zabel, botanico tedesco (n. 1832)
- 1914 - Eduard Suess, geologo austriaco (n. 1831)
- 1914 - Konstantin von Trauttenberg, diplomatico e nobile austriaco (n. 1841)
- 1915 - John Bunny, attore e comico statunitense (n. 1863)
- 1915 - Camillo Tiberio, vescovo cattolico italiano (n. 1850)
- 1915 - Frederick Winters, sollevatore statunitense (n. 1873)
- 1916 - Francesco Bassani, geologo, paleontologo e ittiologo italiano (n. 1853)
- 1916 - Jules Martelet, pittore francese (n. 1843)
- 1916 - Mário de Sá-Carneiro, poeta e drammaturgo portoghese (n. 1890)
- 1920 - Alfonso Badini Confalonieri, avvocato e politico italiano (n. 1843)
- 1920 - Friedrich Imhoof-Blumer, numismatico svizzero (n. 1838)
- 1920 - Pietro II Moncada di Paternò, nobile e imprenditore italiano (n. 1862)
- 1920 - Vrtanes Papazian, scrittore, romanziere e giornalista armeno (n. 1866)
- 1920 - Srinivasa Ramanujan, matematico indiano (n. 1887)
- 1921 - Amos Maramotti, attivista italiano (n. 1902)
- 1923 - Rudolf Donhardt, calciatore austriaco (n. 1893)
- 1924 - Josef Labor, pianista, organista e compositore boemo (n. 1842)
- 1925 - Larry Evans, scrittore, sceneggiatore e commediografo statunitense
- 1926 - Sergej Filippovič Kovalik, rivoluzionario russo (n. 1846)
- 1926 - Bobby Leach, sportivo inglese (n. 1858)
- 1928 - François de Curel, drammaturgo e scrittore francese (n. 1854)
- 1929 - Michail Michajlovič Romanov, nobile russo (n. 1861)
- 1931 - Edward George Clarke, avvocato e politico inglese (n. 1841)
- 1931 - George Herbert Mead, filosofo, sociologo e psicologo statunitense (n. 1863)
- 1932 - Guglielmo Andreoli, pianista, violinista e compositore italiano (n. 1862)
- 1934 - Heinrich Braun, chirurgo tedesco (n. 1862)
- 1934 - R. Henry Grey, attore statunitense (n. 1891)
- 1934 - John Hamilton, criminale canadese (n. 1899)
- 1934 - Elio Trenta, inventore italiano (n. 1913)
- 1936 - Eanger Irving Couse, pittore statunitense (n. 1866)
- 1937 - Mary Goelet, socialite statunitense (n. 1878)
- 1937 - Friedrich Lang, aviatore austro-ungarico (n. 1894)
- 1937 - Béla von Kehrling, tennista, tennistavolista e calciatore ungherese (n. 1891)
- 1938 - Rafael Arnaiz Barón, religioso spagnolo (n. 1911)
- 1939 - Maximilian von Höhn, generale tedesco (n. 1859)
- 1940 - Carl Bosch, chimico, ingegnere e imprenditore tedesco (n. 1874)
- 1940 - Stanisław Kubista, religioso polacco (n. 1898)
- 1941 - Guido Gianfardoni, calciatore e allenatore di calcio italiano (n. 1901)
- 1941 - Eduard Toda i Güell, diplomatico, bibliografo e egittologo spagnolo (n. 1852)
- 1942 - Romà Forns, allenatore di calcio e calciatore spagnolo (n. 1885)
- 1942 - Lionello Perera, banchiere e filantropo italiano (n. 1871)
- 1943 - William Cavendish-Bentinck, VI duca di Portland, politico inglese (n. 1857)
- 1943 - Alastair Windsor, II duca di Connaught e Strathearn, nobile inglese (n. 1914)
- 1944 - Alberto Beneduce, dirigente pubblico, economista e politico italiano (n. 1877)
- 1944 - Gaston Giran, canottiere francese (n. 1892)
- 1944 - Derek Keppel, ufficiale inglese (n. 1863)
- 1944 - Violette Morris, pesista, giavellottista e calciatrice francese (n. 1893)
- 1944 - Daniele Rosa, zoologo e glottoteta italiano (n. 1857)
- 1944 - Harold Wenstrom, direttore della fotografia statunitense (n. 1893)
- 1945 - Franco Anselmi, partigiano italiano (n. 1915)
- 1945 - Albert Arnheiter, canottiere tedesco (n. 1890)
- 1945 - Ilio Baroni, anarchico, antifascista e partigiano italiano (n. 1902)
- 1945 - Charles Collignon, schermidore francese (n. 1877)
- 1945 - Edmondo De Amicis, presbitero italiano (n. 1885)
- 1945 - Luigi Mattavelli, partigiano italiano (n. 1924)
- 1945 - Franco Quarleri, militare e partigiano italiano (n. 1920)
- 1945 - Sigmund Rascher, militare e medico tedesco (n. 1909)
- 1945 - Vittorio Ratti, alpinista e partigiano italiano (n. 1916)
- 1945 - Pavlo Petrovyč Skoropads'kyj, nobile e militare ucraino (n. 1873)
- 1947 - Francesco Paolo Finocchiaro, pittore italiano (n. 1868)
- 1947 - Frank E. Hughes, scenografo statunitense (n. 1893)
- 1947 - Hisao Tani, generale giapponese (n. 1882)
- 1948 - Angelo Ugo Conz, ammiraglio e politico italiano (n. 1871)
- 1949 - Gino Pinelli, pittore e incisore italiano (n. 1882)
- 1950 - Hobart Cavanaugh, attore statunitense (n. 1886)
- 1950 - Luigi Garrone, attore italiano (n. 1886)
- 1950 - Enrico Quattrini, scultore italiano (n. 1864)
- 1950 - Attilio Teruzzi, generale e politico italiano (n. 1882)
- 1951 - Edward William Barton-Wright, imprenditore e artista marziale britannico (n. 1860)
- 1951 - John Alden Carpenter, compositore statunitense (n. 1876)
- 1951 - Arnold Sommerfeld, fisico e matematico tedesco (n. 1868)
- 1952 - Jan van der Hoeve, oculista e medico olandese (n. 1878)
- 1953 - Rian James, sceneggiatore statunitense (n. 1899)
- 1954 - Evelyn Seymour, XVII duca di Somerset, nobile britannico (n. 1882)
- 1956 - Edward Arnold, attore statunitense (n. 1890)
- 1956 - Robert Hotung, imprenditore e filantropo cinese (n. 1862)
- 1956 - Leo Hunger, ginnasta e multiplista statunitense (n. 1880)
- 1957 - Elinor Fair, attrice statunitense (n. 1903)
- 1957 - Gichin Funakoshi, karateka e maestro di karate giapponese (n. 1868)
- 1958 - Philip Moeller, regista, produttore teatrale e drammaturgo statunitense (n. 1880)
- 1958 - Francesco Pentimalli, patologo e politico italiano (n. 1885)
- 1958 - Louis Quenault, militare e aviatore francese (n. 1892)
- 1960 - Gustaf Lindblom, triplista svedese (n. 1891)
- 1960 - Gino Mattera, tenore e attore italiano (n. 1923)
- 1961 - Sven Ohlsson, lottatore svedese (n. 1886)
- 1961 - Hari Singh, principe indiano (n. 1895)
- 1962 - Alessandrina Luisa di Danimarca, principessa danese (n. 1914)
- 1963 - Cesare Manzella, mafioso italiano (n. 1897)
- 1963 - Vasile Voiculescu, poeta, scrittore e drammaturgo rumeno (n. 1884)
- 1964 - Mario Ferrero, calciatore italiano (n. 1903)
- 1964 - Andreas Krogh, pattinatore artistico su ghiaccio norvegese (n. 1894)
- 1965 - Luigi Marzoli, imprenditore italiano (n. 1883)
- 1965 - Mario Muzzarini, politico italiano (n. 1892)
- 1966 - Giorgio Falco, storico italiano (n. 1888)
- 1966 - Tom Florie, calciatore statunitense (n. 1897)
- 1966 - Samuel Kahanamoku, nuotatore statunitense (n. 1902)
- 1966 - Gjon Markagjoni, politico albanese (n. 1888)
- 1966 - Daniele Ruffinoni, ingegnere italiano (n. 1882)
- 1967 - Jean Barré, neurologo francese (n. 1880)
- 1968 - John Heartfield, artista tedesco (n. 1891)
- 1968 - Benno Landsberger, archeologo e orientalista tedesco (n. 1890)
- 1969 - William S. Sadler, psichiatra statunitense (n. 1875)
- 1969 - Morihei Ueshiba, artista marziale giapponese (n. 1883)
- 1970 - Francisco Cunha Leal, politico portoghese (n. 1888)
- 1970 - Charles January, calciatore statunitense (n. 1888)
- 1970 - Gypsy Rose Lee, ballerina e attrice statunitense (n. 1911)
- 1971 - Frank Budgen, pittore, scrittore e attivista inglese (n. 1882)
- 1971 - Anatolij Makarovič Tarasov, partigiano sovietico (n. 1921)
- 1971 - Jan Hendrik de Boer, chimico e fisico olandese (n. 1899)
- 1972 - Maurice Delannoy, scultore, incisore e medaglista francese (n. 1885)
- 1972 - Margaret Bonds, pianista, compositrice e arrangiatrice statunitense (n. 1913)
- 1972 - Johann Reichhart, boia tedesco (n. 1893)
- 1973 - Irene Ryan, attrice statunitense (n. 1902)
- 1974 - Guy Oliver Nickalls, canottiere britannico (n. 1899)
- 1975 - Vincenzo D'Aquila, imprenditore e scrittore italiano (n. 1892)
- 1975 - Alois Rodlauer, aviatore austro-ungarico (n. 1897)
- 1976 - Carl Boyer, matematico e saggista statunitense (n. 1906)
- 1976 - Andrej Antonovič Grečko, generale e politico sovietico (n. 1903)
- 1977 - Sandro Giovannini, commediografo italiano (n. 1915)
- 1977 - Maria Grandinetti Mancuso, pittrice e giornalista italiana (n. 1891)
- 1977 - Zdzisław Marchwicki, serial killer polacco (n. 1927)
- 1977 - Giulio Massarelli, militare italiano (n. 1908)
- 1978 - Ottavio Alessi, attore, regista e sceneggiatore italiano (n. 1919)
- 1978 - Julio Bracho, regista e sceneggiatore messicano (n. 1909)
- 1978 - Alberto del Río Chaviano, generale cubano (n. 1915)
- 1978 - Nino Valeri, storico italiano (n. 1897)
- 1979 - Lucio Mastronardi, scrittore italiano (n. 1930)
- 1979 - Antonio Monni, avvocato e politico italiano (n. 1895)
- 1980 - Cicely Courtneidge, attrice britannica (n. 1893)
- 1981 - Jim Davis, attore statunitense (n. 1909)
- 1981 - Giuseppe Ghiglione, calciatore italiano (n. 1895)
- 1981 - Renato Mazzucco, generale e aviatore italiano (n. 1891)
- 1981 - Daniele Vargas, attore italiano (n. 1922)
- 1981 - Herb Voland, attore statunitense (n. 1918)
- 1982 - Carlo Augusto di Thurn und Taxis, principe tedesco (n. 1898)
- 1982 - Frank Coppola, mafioso italiano (n. 1899)
- 1982 - Harry Frantz, giornalista statunitense (n. 1891)
- 1983 - Oreste Bonomi, politico italiano (n. 1902)
- 1983 - Bronislau Kaper, compositore polacco (n. 1902)
- 1983 - Vaughn Taylor, attore statunitense (n. 1910)
- 1984 - Count Basie, pianista e compositore statunitense (n. 1904)
- 1984 - Dolores Cassinelli, attrice statunitense (n. 1888)
- 1984 - Barry Gray, compositore inglese (n. 1908)
- 1984 - Helge Løvland, multiplista norvegese (n. 1890)
- 1984 - May McAvoy, attrice statunitense (n. 1899)
- 1984 - Henry Rowland, attore statunitense (n. 1913)
- 1984 - Vojmir Tedoldi, giornalista italiano (n. 1919)
- 1985 - Albert Maltz, scrittore e drammaturgo statunitense (n. 1908)
- 1986 - Valerij Il'ič Chodemčuk, ingegnere sovietico (n. 1951)
- 1986 - Broderick Crawford, attore statunitense (n. 1911)
- 1986 - Hermann Gmeiner, filantropo austriaco (n. 1919)
- 1986 - Bessie Love, attrice statunitense (n. 1898)
- 1986 - Vladimir Nikolaevič Šašenok, ingegnere sovietico (n. 1951)
- 1988 - Alf Hansen, calciatore norvegese (n. 1899)
- 1988 - Guillermo Haro, astronomo messicano (n. 1913)
- 1988 - Valerij Alekseevič Legasov, chimico sovietico (n. 1936)
- 1989 - Lucille Ball, attrice, comica e produttrice televisiva statunitense (n. 1911)
- 1989 - Michele Cecchini, arcivescovo cattolico e diplomatico italiano (n. 1920)
- 1989 - Silvio Sacco, imprenditore e dirigente sportivo italiano (n. 1906)
- 1989 - Elios Toschi, militare e inventore italiano (n. 1908)
- 1990 - Józef Kosacki, ingegnere e ufficiale polacco (n. 1909)
- 1990 - Carlos Pizarro Leongómez, guerrigliero e politico colombiano (n. 1951)
- 1990 - John Jack Winkler, filologo classico e attivista